# Perfluor(((5-methoxy-1,3-dioxolan-4-yl)oxy)essigsäure)
Die Perfluor{[(5-methoxy-1,3-dioxolan-4-yl)oxy]essigsäure} gehört zu den per- und polyfluorierten Alkylverbindungen (PFAS). Sie ist besser bekannt unter der Abkürzung C6O4, die jedoch auch für ihr Ammoniumsalz steht.

## Eigenschaften
Der Stoff weist zwei Stereozentren auf. Es handelt sich entsprechend um ein Diastereomerengemisch.

## Verwendung
Das Ammoniumsalz wird als Hilfsmittel bei der Herstellung von Fluorpolymeren eingesetzt, die in Materialien mit Lebensmittelkontakt verwendet werden.

Struktur des Ammoniumsalzes

## Umweltkontamination
Diese Verbindung wurde in erheblichen Mengen im Grundwasser in der Provinz Vicenza zwischen Trissino, dem Standort des in Konkurs gegangenen Unternehmens Miteni, und der Ebene von Creazzo gefunden, während sie im Po in Spuren detektiert wurde. Spuren von C6O4 wurden auch im oberflächlichen Grundwasser rund um das Werk in Spinetta Marengo gefunden, wo es seit 2012 von Solvay als Ersatz für PFOA hergestellt wird.
C6O4 wurde auch in Vogeleiern, insbesondere von Blaumeisen, nachgewiesen.

## Kontroverse
Die Androhung von rechtlichen Schritten durch Solvay gegenüber Wellington Laboratories, einem kanadischen Anbieter von Analysenstandards, sollte dieser den Verkauf des analytischen Standards von C6O4 nicht einstellen, löste Anfang 2021 ein großes Echo aus. Im Juni 2021 lenkte Solvay partiell ein und erlaubte einem italienischen Unternehmen, unter gewissen Bedingungen analytische Standards anzubieten.

## Externe Links zu erwähnten Verbindungen
1. ↑  Externe Identifikatoren von bzw. Datenbank-Links zu Ammoniumperfluor{[(5-methoxy-1,3-dioxolan-4-yl)oxy]acetat}:  CAS-Nr.: 1190931-27-1, EG-Nr.: 682-238-0, ECHA-InfoCard: 100.207.411, PubChem: 154735201, Wikidata: Q63526109.